# 歐洲獅
歐洲獅（Panthera leo europaea）是獅的已滅絕亞種，分佈於南歐洲。牠們一般被認為是亞洲獅的一部份，但其他的則認為是一個獨立的亞種。牠們有可能是穴獅的餘種。
已知有兩種生活於史前歐洲的獅，分別是原始獅及穴獅。

## 分佈
歐洲獅分佈於伊比利亞半島、法國南部、義大利及巴爾幹半島南部至希臘北部的地區。牠們生活於地中海及溫帶森林，獵食歐洲野牛、麋鹿、原牛、鹿及其他歐洲的有蹄類。

## 滅絕
由於歐洲獅很早就已經滅絕，所以對牠們所知甚少。亞里士多德及希羅多德曾描述於前1000年在巴爾幹半島發現獅子。當澤克西斯一世於前480年穿越亞歷山大帝國時，亦曾遇上幾隻獅子。在前20年前及1年，歐洲獅分別在義大利及西歐滅絕。約於70年，牠們只有在希臘北部介乎阿利阿克蒙河及尼斯圖斯河找到。最終牠們於100年在東歐消失。自此之後，直至10世紀，歐洲大陸的獅只有在高加索生活。
歐洲獅的滅絕是因過度獵殺、過度開發及與流浪犬競爭所致。連同巴巴裏獅及亞洲獅，歐洲獅會在羅馬鬥獸場與勇士、里海虎、原牛及熊戰鬥。由於牠們的地理分佈，羅馬人較容易找到牠們。當歐洲獅步入滅絕時期，羅馬人開始從北非及中東進口獅子。